# Aphilesthes rustica
Aphilesthes rustica là một loài bọ cánh cứng trong họ Cerambycidae.